# Гонзага, Велисса
Велисса ди Соуза Гонзага, более известная как Сасса (порт. Wélissa de Souza Gonzaga (Sassá); 9 сентября 1982, Барбасена, штат Минас-Жерайс, Бразилия) — бразильская волейболистка. Нападающая-доигровщица, либеро. Олимпийская чемпионка 2008.

## Биография
Свою спортивную карьеру Велисса Гонзага (Сасса) начала в 1997 году в родном городе Барбасене в молодёжной команде «Олимпик». В 2000 волейболистка дебютировала в суперлиге чемпионата Бразилии, выступая за команду «Васко да Гама» из Рио-де-Жанейро и стала обладателем серебряных медалей национального первенства. В следующем году Сасса перешла в «Рексону» из Куритибы, а в 2003 переехала с командой в Рио-де-Жанейро. В составе «Рексоны» волейболистка трижды становилась чемпионкой Бразилии. С 2008 на протяжении трёх сезонов Сасса выступала за команду из Озаско, с которой дважды выигрывала клубный чемпионат Южной Америки и один раз чемпионат Бразилии. С 2011 спортсменка играла за различные бразильские команды, а в 2013—2014 — за польский «Таурон» из города Домброва-Гурнича.
В 2001 Сасса стала чемпионкой мира среди молодёжных команд, а с 2002 выступала уже за национальную сборную Бразилии. Дебютным турниром в составе сборной для волейболистки стал Гран-при, на котором бразильянки заняли 4-е место. В том же году Сасса приняла участие и в чемпионате мира, проходившем в Германии.
Свои первые медали в форме национальной команды Сасса выиграла в 2003 году, став чемпионкой Южной Америки и серебряным призёром Кубка мира. Всего же в составе сборной Сасса становилась обладателем «золота» 16 официальных международных турниров, в том числе Олимпиады-2008. После 2011 года волейболистка завершила выступления за сборную, но в 2015 вновь привлекалась в национальную команду, приняв участие в Гран-при, правда уже не в качестве доигровщицы (в амплуа которой выступала все годы игровой карьеры), а как либеро. На позиции либеро Сасса затем продолжила выступления и за команды «Бразилиа Воллей» и «Флуминенсе».

### Клубная карьера
- 1997—2000 —  «Олимпик» (Барбасена);
- 2000—2001 —  «Васко да Гама» (Рио-де-Жанейро);
- 2001—2008 —  «Рексона-Адес» (Куритиба/Рио-де-Жанейро);
- 2008—2011 —  «Финаса-Озаску»/«Соллис-Озаску» (Озаску);
- 2011—2013 —  СеСИ-СП (Сан-Паулу);
- 2013—2014 —  «Таурон» (Домброва-Гурнича);
- 2014—2015 —  «Прая Клубе» (Уберландия);
- 2015—2016 —  «Бразилиа Воллей» (Бразилиа);
- 2016—2019 —  «Флуминенсе» (Рио-де-Жанейро);
- 2016—2019 —  «Итажаи Эмбрайд» (Итажаи);
- 2020—2021 —  «Куритиба Волей» (Куритиба);
- с 2022 —  «АБЕЛ Бруски» (Бруски).

## Достижения

### Со сборными Бразилии
- Олимпийская чемпионка 2008.
- двукратный серебряный призёр чемпионатов мира — 2006, 2010.
- двукратный серебряный призёр розыгрышей Кубка мира — 2003, 2007.
- победитель розыгрыша Всемирного Кубка чемпионов 2005;
  - серебряный призёр Всемирного Кубка чемпионов 2009
- 5-кратная чемпионка Мирового Гран-при — 2004, 2005, 2006, 2008, 2009;
  - двукратный серебряный (2010, 2011) и бронзовый (2015) призёр Гран-при.
- 5-кратная чемпионка Южной Америки — 2003, 2005, 2007, 2009, 2011.
- серебряный призёр Панамериканских игр 2007.
- двукратный победитель розыгрышей Панамериканского Кубка — 2006, 2009.
- двукратный победитель розыгрышей Кубка «Финал четырёх» — 2008, 2009.
- чемпионка мира среди молодёжных команд 2001.

### С клубами
- 4-кратная чемпионка Бразилии — 2006—2008, 2010;
  - 4-кратный серебряный (2001, 2005, 2009, 2011) и 3-кратный бронзовый (2002, 2003, 2004) призёр чемпионатов Бразилии.
- победитель (2007) и двукратный серебряный призёр (2008) розыгрышей Кубка Бразилии.
- серебряный призёр клубного чемпионата мира 2010.
- двукратная чемпионка Южной Америки среди клубных команд — 2009, 2010.

### Индивидуальные
- 2005: лучшая на подаче чемпионата Южной Америки.
- 2005: лучшая на подаче Всемирного Кубка чемпионов.
- 2008: лучшая на приёме Кубка Бразилии.
- 2009: лучшая на приёме клубного чемпионата Южной Америки.
- 2010: лучшая на подаче клубного чемпионата Южной Америки.
- 2012: лучшая в защите чемпионата Бразилии.